# Nordmazedonischer Denar
Der Denar (mazedonisch денар; Plural денари/Denari, international auch Denars) ist die Währung in Nordmazedonien.
Das ISO-4217-Kürzel für den Denar ist MKD. Er ist in 100 Deni unterteilt. Die Deni werden heute nicht mehr gebraucht. Sie werden ausschließlich an Sammler verteilt. Der Name leitet sich von der römischen Münze Denarius ab.
Nach der Unabhängigkeit Mazedoniens im Jahr 1992 löste der Denar den jugoslawischen Dinar ab.

## Münzen und Noten

### 50-Deni-Münze
Die 50-Deni-Münze ist die einzige Deni-Münze. Heute wird sie nicht mehr gebraucht. Sie wird ausschließlich an Sammler verteilt. Sie stellt eine fliegende Möwe dar.

### 1-Denar-Münze
Die 1-Denar-Münze stellt einen Schäferhund in der Šar Planina dar.

### 2-Denar-Münze

Die 2-Denar-Münze stellt eine Ohridforelle dar.

### 5-Denar-Münze
Die 5-Denar-Münze stellt einen Luchs dar.

### 10-Denar-Münze
Die 10-Denar-Münze stellt das Mosaik eines Pfaus im Baptisterium von Stobi dar.

### 50-Denar-Münze
Die 50-Denar-Münze stellt den Kopf des Erzengels Gabriel aus einer Freske des St.-Georgs-Klosters in Kurbinovo dar.

### 10-Denar-Note
Die 10-Denar-Note stellt auf der Vorderseite das Mosaik eines Pfaus im Baptisterium von Stobi dar. Auf der Rückseite stellt es die Statue der Isis in Lychnidos dar.

### 50-Denar-Note
Die 50-Denar-Note stellt auf der Vorderseite den Erzengel Gabriel aus einer Freske des St.-Georgs-Klosters in Kurbinovo dar. Auf der Rückseite stellt es das Bronzetablett aus der St.-Pantelejmon-Kirche in Skopje dar.

### 100-Denar-Note
Die 100-Denar-Note stellt auf der Vorderseite die Sicht auf Skopje in der osmanischen Zeit dar. Auf der Rückseite stellt es die Decke eines Albanischen Hauses dar.

### 200-Denar-Note
Die 200-Denar-Note zeigt auf der Vorderseite das Terrakotta-Relief von Vinica (Szene aus dem Alten Testament, Psalm 41). Auf der Rückseite stellt es künstlerische Elemente der Fassade der Bunten Moschee (Šarena Džamija) von Tetovo sowie Marmorfliesen der Isaak Beg Moschee (Isak Džamija) von Bitola dar.

### 500-Denar-Note
Die 500-Denar-Note stellt auf der Vorderseite eine Mohnpflanze dar. Auf der Rückseite befindet sich eine goldene makedonische Totenmaske die bei Ausgrabungen im Gebiet Pelagonien gefunden wurde. 2003 wurden neue Sicherheitsmerkmale hinzugefügt.

### 1000-Denar-Note
Die 1000-Denar-Note stellt auf der Vorderseite die Ikone der Maria aus der St.-Vrachi-Mali-Kirche in Ohrid dar. Auf der Rückseite stellt es einen Abschnitt der St.-Sofia-Kirche in Ohrid dar. 2003 wurden neue Sicherheitsmerkmale hinzugefügt.

### 2000-Denar-Note
Die 2000-Denar-Note zeigt auf der Vorderseite ein Mazedonisches Brautkleid. Auf der Rückseite zeigt sie die Dekoration der Innenseite einer vergoldeten Schüssel aus dem 16. Jahrhundert („Quelle des Lebens“ mit Pfauenpaar).

### 5000-Denar-Note
Die 5000-Denar-Note stellt auf der Vorderseite die Bronzestatue der Mänade (6. Jahrhundert v. Chr.) aus Tetovo dar. Auf der Rückseite ist ein Mosaik aus den Ruinen der Stadt Herakleia Lynkestis, heute Bitola, abgebildet, das einen Hund vor einem Baum zeigt.